# Tadeusz Olszewski (1935–1998)
Tadeusz Olszewski (ur. 10 maja 1935 w Suchedniowie, zm. 31 lipca 1998) – polski polityk, poseł na Sejm PRL VIII kadencji.

## Życiorys
Uzyskał wykształcenie średnie ogólnokształcące. Działał w Związku Młodzieży Socjalistycznej. Był także społecznym inspektorem pracy oraz członkiem prezydium zarządu okręgowego Związku Zawodowego Metalowców. Pracował jako nastawiacz maszyn i automatów w Zakładach Urządzeń Chemicznych i Armatury Przemysłowej w Kielcach. Pełnił funkcję I sekretarza podstawowej organizacji partyjnej Polskiej Zjednoczonej Partii Robotniczej. Zasiadał w Komitecie Wojewódzkim partii w Kielcach, był też w 1980 delegatem na jej VIII zjazd. W latach 1980–1985 pełnił mandat posła na Sejm PRL VIII kadencji w okręgu kieleckim. Zasiadał w Komisji Górnictwa, Energetyki i Chemii, Komisji Nauki i Postępu Technicznego, Komisji Oświaty, Wychowania, Nauki i Postępu Technicznego oraz w Komisji Górnictwa, Energetyki i Wykorzystania Zasobów Naturalnych.
Otrzymał odznakę „Za zasługi dla Kielecczyzny”.
Pochowany na cmentarzu komunalnym w Cedzynie.